# Bisdom São Miguel Paulista
Het bisdom São Miguel Paulista (Latijn: Dioecesis Sancti Michaëlis Paulinensis) is een rooms-katholiek bisdom met als zetel São Miguel Paulista, een district van de stad São Paulo, in Brazilië. Het bisdom is suffragaan aan het aartsbisdom São Paulo.

## Geschiedenis
Het bisdom werd opgericht op 15 maart 1989, uit delen van het aartsbisdom São Paulo. 

## Parochies
Het bisdom had in 2020 een oppervlakte van 196 km2 en telde 3.144.700 inwoners waarvan 80,6% rooms-katholiek was.

## Bisschoppen
- Fernando Legal (15 maart 1989 - 9 januari 2008)
  - José María Libório Camino Saracho (hulpbisschop: 16 juni 1999 - 20 februari 2002)
- Manuel Parrado Carral (9 januari 2008 - 21 september 2022)
- Algacir Munhak (21 september 2022 - heden)

São Paulo (aartsbisdom) · Campo Limpo · Guarulhos · Mogi das Cruzes · Nossa Senhora do Líbano em São Paulo (maronieten) · Nossa Senhora do Paraíso em São Paulo (melkieten) · Osasco · Santo Amaro · Santo André · Santos · São Miguel Paulista